# 姆利尼 (巴拉尼夫卡區)
50°24′26″N 27°45′0″E / 50.40722°N 27.75000°E
姆利尼（烏克蘭語：Млини），是烏克蘭北部的村莊，隸屬日托米爾州的茲維亞赫爾區。該村始建於1765年，面積2.9平方公里，海拔高度204米，2001年人口76，人口密度每平方公里26.21人。